# Herzog-gyűjtemény
A Herzog-gyűjtemény az első világháború előtt báró csetei Herzog Mór Lipót által létrehozott jelentős budapesti magángyűjtemény volt. Értékes anyagában néhány korai olasz és német, öt El Greco-kép, négy Goya-kép és 17. századi németalföldi festmények voltak. Néhány 15-16. századi szobor is szerepelt benne. A gyűjteményt 1945-ben a németek lefoglalták, jelentős része 1945 után a Szépművészeti Múzeum anyagába került. A gyűjtemény tulajdonjogáért Hercog Mór Lipót unokája, Martha Nierenberg amerikai-magyar állampolgár indított pert 1999-ben a Magyar Állam, a Szépművészeti Múzeum és a Magyar Nemzeti Galéria ellen. A jogvita tárgyát 12 kép képezte/képezi, amiből egyet, a Munkácsy Mihály által festett Krisztus mellképét már korábban visszakapta. A bíróság nem ítélte neki a John Opie által festett női képmást. Vitás a helyzete egy Lucas Cranach-képnek, egy Courbet-nek és több El Greco képnek is.